# Brad Owen

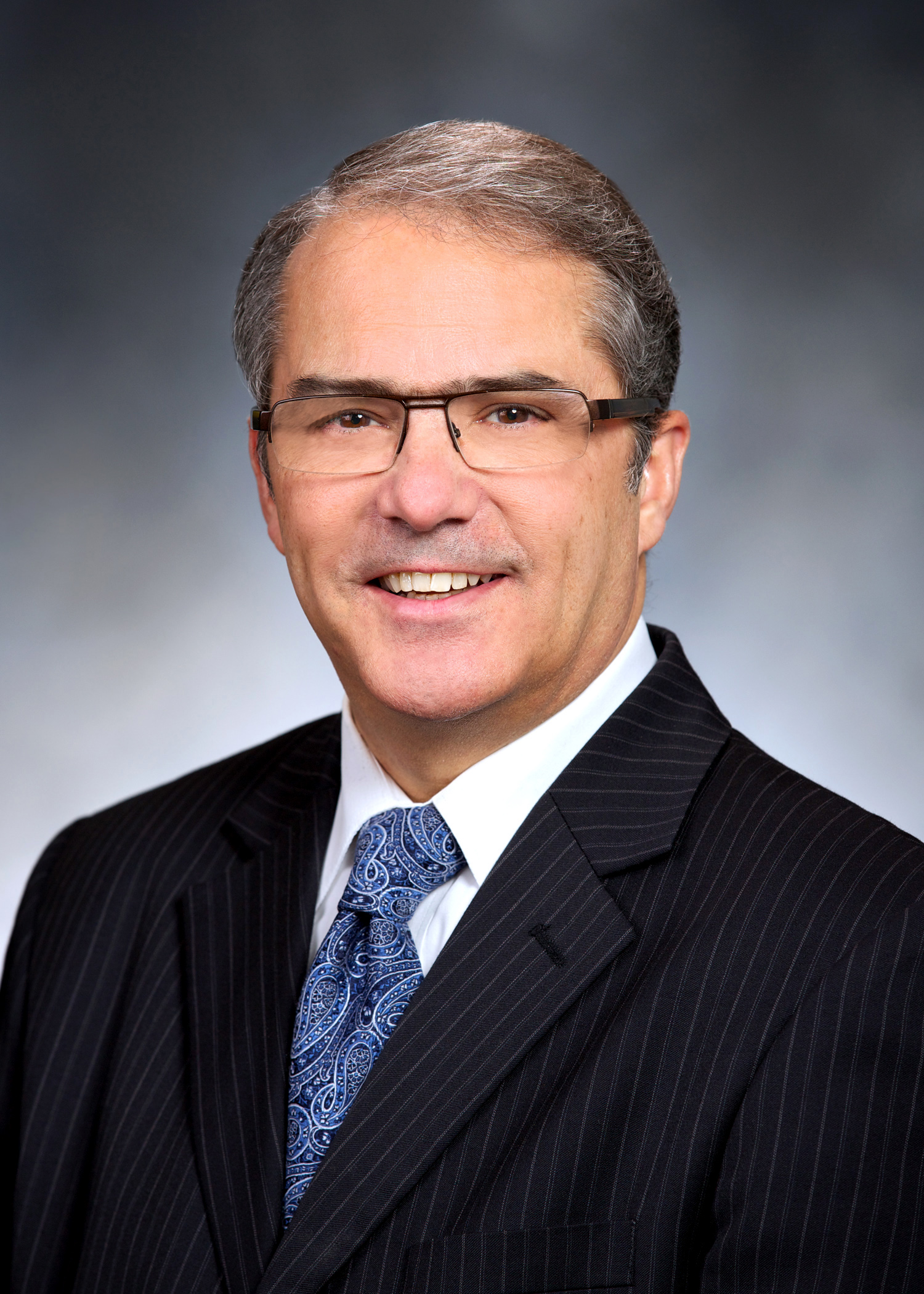
Brad Owen

Bradley "Brad" Owen, född 23 maj 1950 i Tacoma, Washington, är en amerikansk demokratisk politiker. Han var viceguvernör i delstaten Washington från 1997 till 2017.
Owen var småföretagare innan han blev politiker. Han var ledamot av Washington House of Representatives, underhuset i delstatens lagstiftande församling, 1977–1983. Han var sedan ledamot av delstatens senat 1983–1997.
Owen efterträdde 1997 Joel Pritchard som viceguvernör i Washington.